# Orthomorpha pilifera
Orthomorpha pilifera är en mångfotingart som beskrevs av Pocock 1895. Orthomorpha pilifera ingår i släktet Orthomorpha och familjen orangeridubbelfotingar. Inga underarter finns listade i Catalogue of Life.